# Riddell Akua
Riddell Akua (ur. 26 stycznia 1963), nauruański polityk, deputowany do parlamentu wyspy z ramienia partii Najpierw Nauru. Był jednym z wysokich urzędników Nauruańskiej Korporacji Fosforytowej. Od grudnia 2007 do marca 2008 i od kwietnia 2008 do 2010 przewodniczący Parlamentu Nauru.